# Dobbelstein (Noorbeek)
De hoeve Dobbelstein staat in het Nederlandse dorp Noorbeek, provincie Limburg. De hoeve is een rijksmonument.

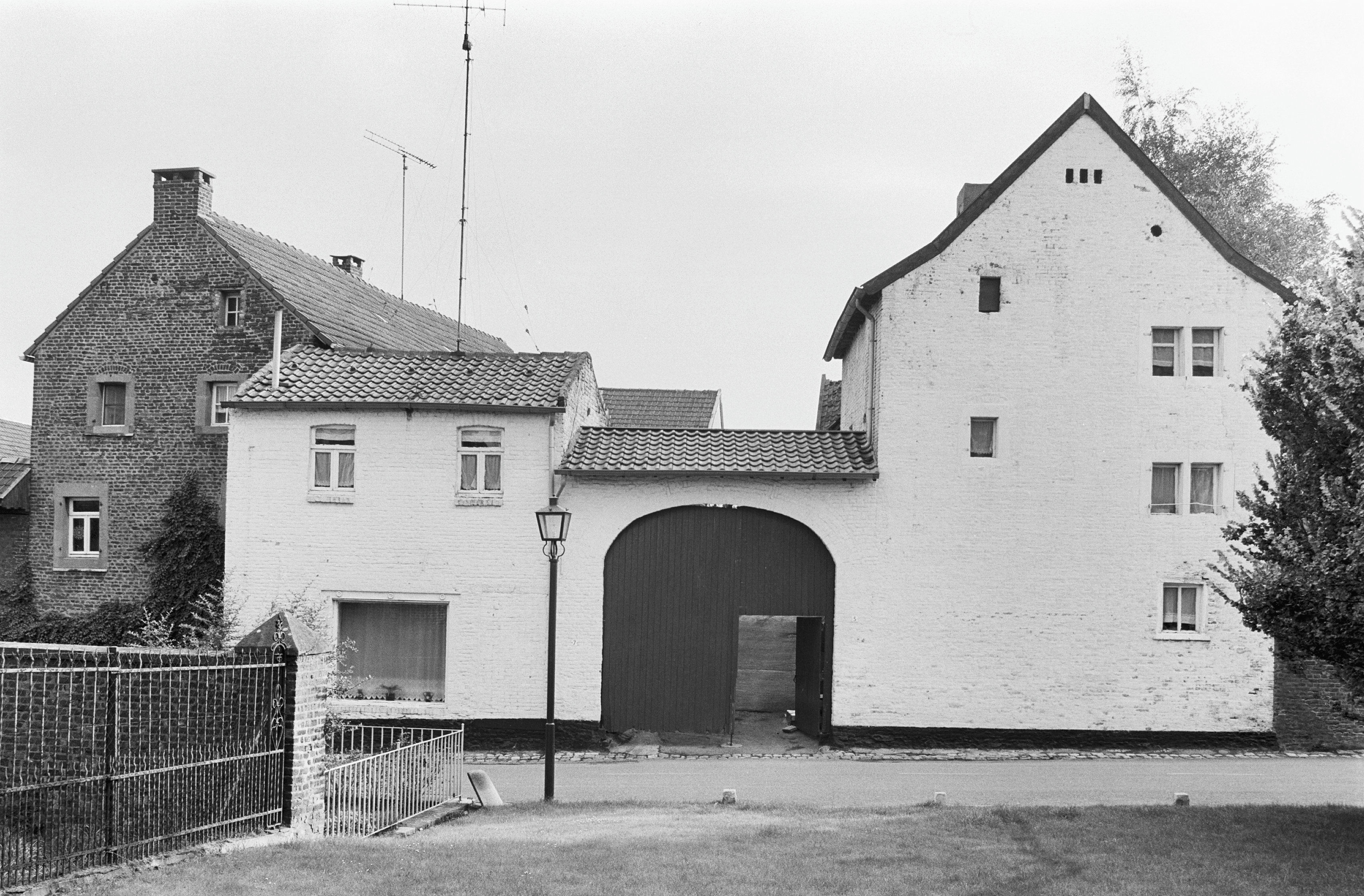
Dobbelstein in 1978, met witgeverfde muren

De 17e-eeuwse hoeve heeft een open binnenplaats. De bakstenen, torenachtige woonvleugel beschikt over tongewelfde kelders. De woonvleugel heeft een vierkante plattegrond en bestaat uit twee bouwlagen en een zolder onder een opgewipt zadeldak. De poort aan de straatzijde wordt afgedekt met een zadeldak. Links van de poort is een lage woning aanwezig van twee bouwlagen onder een zadeldak.
De jezuïeten uit Maastricht zouden een tiendschuur hebben gevestigd in de hoeve.